# С нуля
«С нуля́» — российский 8-серийный драматический сериал Василия Бархатова. Производством проекта занималась компания Good Story Media.
Цифровая премьера двух первых серий сериала состоялась 17 ноября 2022 года в онлайн-кинотеатре Premier. Новые серии размещались еженедельно по четвергам. Заключительная серия вышла на платформе Premier 29 декабря 2022 года.
Телевизионная премьера сериала запланирована в эфире телеканала ТНТ в 2023 году.

## Сюжет
В 2008 году три студентки — Лена, её двоюродная сестра Наташа и их подруга Даша открывали для себя мир московских тусовок и лёгких денег. Прошло 13 лет. Жизнь у каждой из героинь сложилась по-своему. В 2021 году девушки встретились на похоронах отца Лены. Она не верит в несчастный случай и, виня в убийстве Наташу, пытается докопаться до истинных причин смерти своего папы.

## Актёры и роли

### В главных ролях
| Актёр              | Роль                                                        |
| ------------------ | ----------------------------------------------------------- |
| Надежда Калеганова | Лена                                                        |
| Маруся Фомина      | Наташа двоюродная сестра Лены                               |
| Виктория Клинкова  | Даша подруга Лены и Наташи                                  |
| Сергей Чонишвили   | Константин Красовский преподаватель, любовник Лены и Наташи |
| Дмитрий Куличков   | Павел отец Лены, любовник Наташи                            |
| Максим Виторган    | Марк любовник Валерии и Даши                                |
| Павел Табаков      | Слава парень Даши                                           |
| Иван Фоминов       | Андрей любовник Лены                                        |
| Екатерина Волкова  | Валерия мама Даши                                           |

### В ролях
| Актёр               | Роль                                       |
| ------------------- | ------------------------------------------ |
| Ивану-Тереза Диуро  | Сэм (Саманта) подруга Лены в Лос-Анджелесе |
| Марина Кондратьева  | Татьяна мама Лены                          |
| Кирилл Ковбас       | помощник Наташи                            |
| Ирина Князьниделина | жена Красовского                           |
| Татьяна Филатова    | мама Наташи                                |
| Роман Евдокимов     | Денис                                      |
| Стэфания Заровная   | Майя                                       |
| Мирослава Малышкина | Вера                                       |
| Анна Ищук           | Люба                                       |
| Слава Степанян      | Заир                                       |
| Игорь Ким           | Механик                                    |

## Производство
Съёмки сериала стартовали 4 июля 2021 года. Проект анонсировался создателями как один из первых русских сериалов о реальном временно́м отрезке — двухтысячных годах.
Для блогера Анны Ищук роль в сериале стала дебютной.
Премьерный показ двух первых серий состоялся на курорте «Роза Хутор» 20 сентября 2022 года в рамках фестиваля онлайн-кинотеатров «Новый сезон».
25 ноября 2022 года в санкт-петербургском кинотеатре «Мираж Синема на Большом» состоялся специальный показ первых 4-х серий проекта и общение с креативным продюсером и автором сценария Анной Борисовой и актрисой Викторией Клинковой.

## Мнения о сериале
Сериал получил неоднозначные оценки критиков и журналистов.
- Сергей Ефимов, «Комсомольская правда»:

... на портрет эпохи — ни той, ни нынешней (очень уж последняя изменилась с момента, когда писался сценарий), «С нуля» не тянет никак.
- Олеся Роженцова, «РБК Life»:

«С нуля» пытается привлечь зрителей ностальгическими чувствами к нулевым и яркой неоновой картинкой, которая чем-то схожа с кадрами хита HBO «Эйфория».